# 举旗的男子背影
《举旗的男子背影》是米开朗基罗的一幅纸上粉笔素描，绘制于1504年。
尺寸为 19.6 x 27 厘米。现藏于维也纳阿尔贝蒂娜博物馆。
这幅画是对计划中的壁画《卡希纳之战》的准备。